# Gao Lei
Gao Lei (Shanghái, 3 de enero de 1992) es un gimnasta chino de trampolín. Ha representado a su país en diversas competiciones internacionales, como el Campeonato Mundial de 2015, donde ganó la medalla de oro en el evento individual. En los Juegos Olímpicos de Río de Janeiro 2016, finalizó en el tercer lugar en el evento individual, por detrás de su compatriota Dong Dong y del bierlorruso Uladzislau Hancharou.